# Alpin skidåkning vid olympiska vinterspelen 1948

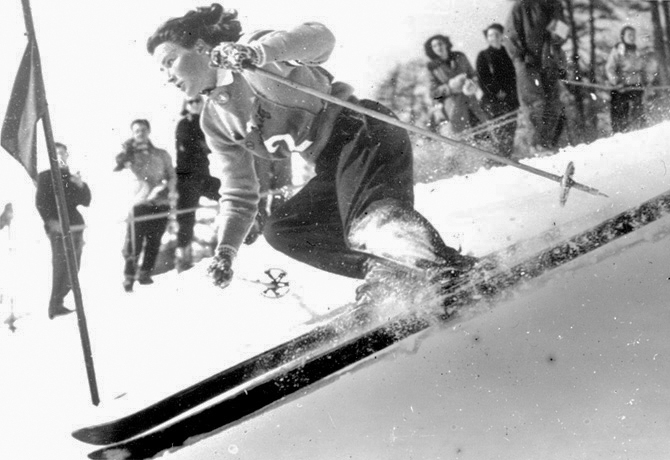
Erika Mahringer från Österrike.

Resultaten från alpin skidåkning vid olympiska vinterspelen 1948 i St. Moritz, Schweiz, tävlingarna hölls under sex dagar.

## Medaljtabell
| Pl. | Nation    | Guld | Silver | Brons | Totalt |
| --- | --------- | ---- | ------ | ----- | ------ |
| 1   | Schweiz   | 2    | 2      | 2     | 6      |
| 2   | Frankrike | 2    | 1      | 2     | 5      |
| 3   | Österrike | 1    | 2      | 3     | 6      |
| 4   | USA       | 1    | 1      | 0     | 2      |

## Resultat

### Herrar
| Gren                    | Guld                  | Silver                  | Brons                                 |
| Störtlopp Detaljer...   | Henri Oreiller (FRA)  | Franz Gabl (AUT)        | Rolf Olinger (SUI) Karl Molitor (SUI) |
| Slalom Detaljer...      | Edy Reinalter Schweiz | James Couttet Frankrike | Henri Oreiller Frankrike              |
| Kombination Detaljer... | Henri Oreiller (FRA)  | Karl Molitor (SUI)      | James Couttet (FRA)                   |

### Damer
| Gren                    | Guld                   | Silver                 | Brons                 |
| Störtlopp Detaljer...   | Hedy Schlunegger (SUI) | Trude Beiser (AUT)     | Resi Hammerer (AUT)   |
| Slalom Detaljer...      | Gretchen Fraser (USA)  | Antoinette Meyer (SUI) | Erika Mahringer (AUT) |
| Kombination Detaljer... | Trude Beiser (AUT)     | Gretchen Fraser (USA)  | Erika Mahringer (AUT) |